# دينيس مولوني
دينيس مولوني (بالإنجليزية: Denis Moloney)‏ هو كاتب عدل ‏ بريطاني، ولد في القرن العشرين.